# Nisitrus vittatus
Nisitrus vittatus är en insektsart som först beskrevs av Wilhem de Haan 1842.  Nisitrus vittatus ingår i släktet Nisitrus och familjen syrsor. Inga underarter finns listade i Catalogue of Life.